# Campeonato Mundial de Xadrez de 1929
O Campeonato Mundial de Xadrez de 1929 foi a 13ª edição da competição sendo disputada pelo atual campeão Alexander Alekhine e o desafiante Efim Bogoljubow. A disputa foi realizada entre 6 de setembro e 12 de novembro de 1929 na Alemanha e nos Países Baixos. O primeiro a alcançar seis vitórias e marcar quinze pontos seria declarado campeão. Alekhine manteve seu título.

## Resultados
|                    | 1 | 2 | 3 | 4 | 5 | 6 | 7 | 8 | 9 | 10 | 11 | 12 | 13 | 14 | 15 | 16 | 17 | 18 | 19 | 20 | 21 | 22 | 23 | 24 | 25 | Vitórias | Pontos |
| ------------------ | - | - | - | - | - | - | - | - | - | -- | -- | -- | -- | -- | -- | -- | -- | -- | -- | -- | -- | -- | -- | -- | -- | -------- | ------ |
| Alexander Alekhine | 1 | ½ | ½ | 0 | 1 | 0 | 1 | 1 | ½ | 1  | ½  | 1  | 0  | 0  | ½  | 1  | 1  | 0  | 1  | ½  | 1  | 1  | 1  | ½  | ½  | 11       | 15½    |
| Efim Bogoljubov    | 0 | ½ | ½ | 1 | 0 | 1 | 0 | 0 | ½ | 0  | ½  | 0  | 1  | 1  | ½  | 0  | 0  | 1  | 0  | ½  | 0  | 0  | ½  | ½  | ½  | 5        | 9½     |